# Eric Peterson
Eric Peterson (14 maggio 1964) è un chitarrista statunitense.
Membro fondatore, nel 1983, della band thrash metal Testament.
Assieme ad Alex Skolnick, è stato autore della maggior parte dei brani storici del gruppo come Over the Wall, The New Order, Alone in the Dark, Practice What You Preach e Return to Serenity.
Fino all'album The Ritual (1992), Peterson si occupava prevalentemente della chitarra ritmica, ma dopo la dipartita del solista Skolnick, si è dedicato anche alla composizione delle parti solistiche.
È stato sposato con Rebecca, ex moglie di Kirk Hammett, chitarrista dei Metallica, da cui ha avuto due figli.
È chitarrista e cantante anche di un'altra band, i Dragonlord, dedita al symphonic black metal.

## Discografia

### Con i Testament
- 1987 – The Legacy
- 1988 – The New Order
- 1989 – Practice What You Preach
- 1990 – Souls of Black
- 1992 – The Ritual
- 1994 – Low
- 1997 – Demonic
- 1999 – The Gathering
- 2008 – The Formation of Damnation
- 2012 – Dark Roots of Earth
- 2016 – Brotherhood of the Snake
- 2020 – Titans of Creation

### Con i Drangonlord
- 2001 – Rapture
- 2005 – Black Wings of Destiny
- 2018 – Dominion

### Solista
- 2015 – Eric Peterson & Leah - Winter Sun

### Collaborazioni
- 1988 – Warren Johnson - Time And Time (voce ospite nel brano Time And Time)
- 2000 – The Killing Flame - Another Breath (voce ospite nel brano Bloodsucker)
- 2002 – Psypheria - Embrace the Mutation (tastiere)
- 2004 – Lunaris - Cyclic (chitarra)
- 2005 – Old Man's Child - Vermin (chitarra solista nel brano In Torment's Orbit)
- 2005 – Aerial Ruin - 133 306 668 (chitarra nel brano To Slave)
- 2011 – Vicious Rumors - Razorback Killers (chitarra solista nel brano Murderball)
- 2014 – Leah - Otherworld (voce nel brano Dreamland)
- 2016 – Golden Idols - Holy Smokes! (voce, tastiere, chitarra)
- 2018 – Sarah Shook And The Disarmers - The Way She Looked At You (chitarra)
- 2021 – Spin The Wheel, Demon, Black Mamba - Spin The Wheel (chitarra nel brano Spin The Wheel degli Spin The Wheel)